# فردریک بلوت
فردریک بلوت (انگلیسی: Frédéric Bulot Wagha؛ زادهٔ ۲۷ سپتامبر ۱۹۹۰) یک بازیکن فوتبال اهل گابن است. وی همچنین در تیم ملی فوتبال گابن بازی کرده‌است.
از باشگاه‌هایی که در آن بازی کرده‌است می‌توان به باشگاه فوتبال موناکو، باشگاه فوتبال کان، باشگاه فوتبال استاندارد لیژ، باشگاه فوتبال چارلتون اتلتیک، باشگاه فوتبال استاد رنس اشاره کرد.